# Nádor-oszlop
A Nádor oszlop egy műemlék obeliszk, amely Jászberényben, a mai Nádor utcában áll. József nádor 1797-es jászberényi látogatásának emlékére emeltették a jászok 1798-ban.

## Története
A jász-kunok történetében a nádor mindig fontos szerepet töltött be.  A király után a nádor volt az első közjogi méltóság és az ország főbírája. A jász-kunok ősi kiváltságának egyik legfőbb pontja az volt, hogy peres ügyeikben csak a nádor illetve saját kapitányaik ítélkezhettek. Érthető tehát, hogy a jászok és a kunok mindig kifejezték ragaszkodásukat a nádor iránt, mert benne látták függetlenségük megszemélyesítőjét.
1796-ban nádorrá választották József Antal főherceget, aki 51 évig volt a jászok-kunok legkedvesebb nádora. A jászok legnagyobb örömére 1797-ben meglátogatta Jászberényt. 1798-ban e látogatás emlékére készítették a Nádor vagy Sasos kertben (a mai Nádor utcában) álló obeliszket. A nádor összesen kilenc alkalommal fordult meg a Jászságban, utoljára 1845-ben, a redemptio századik évfordulóján.
Az obeliszk eredeti kivitele a korra jellemző hódolatteljes stílusban készült el. Az emlékmű és annak egyes részei (a kétfejű sas, a nádori család címere, a felirattábla) megszenvedte a magyar történelem fordulatainak és a néphangulat hullámzásainak következményeit. 1849-ben a függetlenségi nyilatkozat jászberényi kihirdetésekor Illésy János képviselő leromboltatott, de tetejéről a kiterjesztett szárnyú osztrák sast a helyi ifjúság később is gyakran leverte.
A jászberényi Városvédő és Szépítő Egyesület 1997-ben, József nádor jászberényi látogatásának a 200 éves évfordulójára, nagy költséggel és jelentős társadalmi segítséggel felújította a már erősen megrongálódott obeliszket és rendezte a környékét.
Az újravésett, de tartalmilag változatlan felirat latin szövege:
Josepho. Austrio. Prancisci. II. Aug. Fratri. Regni. Hung. Palatino.Quod. Provinciam. Hanc.
Idib. Novemb. MDCCXCVII.
Inviserit. Ac. Eximia Ubique.
Benignit. Suae Vestigia.
Reliquerit. Iazyges. Et. Cumani.
Optimo. Iudici. Et. Comiti. Grati posuere.
MDCCXCVIII.
Magyarul:
Ausztriai Józsefnek, a felséges II. Ferenc fivérének, a Magyar Királyság nádorának,
jóságos bírájuknak  és nádor ispánjuknak emeltek a halas jászok es
kunok, amiért ezt a kerületet 1797. november idusán meglátogatta,
és mindenütt kegyességének jeles nyomait hagyta maga után. 1798.
A városvédők 1997. november 20-án egy szép ünnepség keretében emlékeztek meg szeretett nádoruk jászberényi látogatásáról.

## Lásd még
- Kőhíd (Jászberény)
- Török–magyar barátság emlékműve (Jászberény)
- Redemptio